# Pachydota iodea
Pachydota iodea är en fjärilsart som beskrevs av Herrich-Schäffer 1855. Pachydota iodea ingår i släktet Pachydota och familjen björnspinnare. Inga underarter finns listade i Catalogue of Life.